# Juan Eduardo Zúñiga
Juan Eduardo Zúñiga Amaro (Madrid, 24 de enero de 1919-Ibídem, 24 de febrero de 2020) fue un escritor, eslavista, lusista, crítico literario y traductor español.

## Carrera
Su padre era un salmantino monárquico y conservador que estudió Farmacia y se casó con una granadina; muy prestigiado en su profesión, llegó a ser secretario de la Real Academia de Farmacia y farmacéutico de la Cruz Roja; tenía entre sus mozos de botica también a un escritor en ciernes, Ramón J. Sender. La familia vivía en un chalé apartado del barrio de Prosperidad.

Un día encontré un libro sobre el antiguo Egipto y me dediqué a estudiarlo. Imagínate, tan chico y egiptólogo, algo que en España nadie había hecho (bueno, un cura), y fue una maravilla. Rápidamente pasé a lecturas de adultos. Seguía teniendo los cuentos infantiles. Pero un día me ocurrió algo extraño. Estaba en el jardín y vi que aparecía por debajo de la puerta de la casa un folleto, lo cogí y era de una editorial que se anunciaba con una novela, Nido de nobles, de Iván Turgueniev. En aquella soledad en la que yo vivía fue una sacudida emocional enorme: me descubrió el mundo de los adultos.

Fue movilizado a finales de 1937, pero, por problemas de salud, lo destinaron a los servicios auxiliares. La experiencia de la guerra civil española marcó para siempre a Juan Eduardo Zúñiga. Estudió Bellas Artes y Filosofía y Letras, especializándose en lenguas eslavas, en particular ruso y búlgaro, lo que le permitió a lo largo de su vida realizar diferentes estudios sobre la obra de los principales autores en estos idiomas, amistando además con el hispanista búlgaro Todor Neikov y el dramaturgo y novelista búlgaro Dimitar Dimov; andando el tiempo logró que en 1987 el Ayuntamiento de Madrid colocara una placa en la plaza de la Lealtad, en la fachada de la casa donde había vivido este último. Frecuentó el Ateneo de Madrid y la Biblioteca Nacional de Madrid, donde también escribía, cuentos sobre todo, desde muy joven. Simultáneo a su interés por las literaturas eslavas fue su admiración por la cultura portuguesa. Según Santos Sanz Villanueva fue amigo de los escritores sociales de la Generación del 50 o del medio siglo, en especial de Antonio Ferres, Jesús López Pacheco y Armando López Salinas, aunque su concepción estética "se halla en las antípodas de los principios adoptados por los autores comprometidos". Desde 1956 estuvo casado con la también escritora y editora Felicidad Orquín, con la que tuvo una hija, Adriana, que le dio dos nietos.
Su género preferido era el relato corto, del que publicó varias colecciones desde que se imprimiera el primero en la revista Ínsula en enero de 1949, “Marbec y el ramo de lilas”. Siguió la novela corta Inútiles totales (Madrid: Talleres Gráficos de Fernando Martínez, 1951), una narración barojiana ya con su característico estilo alusivo y que fue su aportación personal a la tertulia que entre 1945 y 1953 se reunía las noches de los sábados en el café Lisboa de la Puerta del Sol, integrada además por Arturo del Hoyo, su esposa Isabel Gil de Ramales, Vicente Soto, Francisco García Pavón, José Corrales Egea, José Ares Montes y Antonio Buero Vallejo, entre otros. Además siguió publicando numerosos cuentos en revistas como Ínsula, Índice de Artes y Letras, Acento, Triunfo y Sábado Gráfico, varios de ellos no recogidos en libro. La novela El coral y las aguas (1962), en pleno auge del realismo testimonial, pasó desapercibida, pero resulta ser una denuncia alegórica de la dictadura emplazada en una Grecia remota e imaginaria. Es "un raro caso de novela política bastante explícita", según Sanz Villanueva. Ganó el premio de cuento de la revista Triunfo con "Un ruido extraño", también con cierta carga alegórica.
Durante los setenta aparecieron relatos suyos en revistas como El Urogallo o Ínsula, y además prologó una antología del cuento universal titulada Relatos de siempre (Santillana, Biblioteca Pepsi, 1979). En 1980 publica una de sus colecciones de cuentos, Largo noviembre de Madrid, sobre la situación de la capital de España durante la guerra, y conoce al fin el éxito al ser reimpreso en dos ocasiones más. De 1983 es la colección de ensayos sobre literatura rusa El anillo de Pushkin; de 1986 La tierra será un paraíso, obra con la que fue finalista del Premio Nacional de Narrativa. Sofía es un ensayo sobre la capital de Bulgaria (1992). Publicó también la colección de cuarenta relatos fantásticos breves Misterios de las noches y los días (1992) y en 1996 Las inciertas pasiones de Iván Turgueniev, una biografía sobre el gran escritor ruso. De 1999 es la novela histórica Flores de plomo, sobre los últimos días del periodista español Mariano José de Larra que mereció el premio Ramón Gómez de la Serna de ese año, y de 2003 otro libro de diez relatos, Capital de la gloria, con el que terminaba una trilogía narrativa sobre la Guerra Civil en Madrid y que fue galardonado con el Premio Nacional de la Crítica a la mejor obra de narrativa y el Premio Salambó. Se trata en total de 35 relatos de intrahistoria unamuniana en los que se contemplan los aspectos más cotidianos de la subsistencia en la ciudad sitiada entre los extremos de la vida y la muerte, la felicidad y la desgracia. Los ensayos sobre literatura eslava contenidos en Desde los bosques nevados (2010) le valieron el Premio Internacional Terenci Moix, habiendo conseguido también en 1987 el Nacional de Traducción por la versión castellana de las obras del escritor portugués Antero de Quental. De este idioma tradujo también la obra de Urbano Tavares Rodrigues y de Mario Dionisio. En 2016 recibió el Premio Nacional de las Letras Españolas.

## Obras
Narrativa
- Inútiles totales, 1951 (novela)
- El coral y las aguas, Barcelona: Seix Barral, 1962 (novela)
- Largo noviembre de Madrid, Barcelona: Bruguera, 1980 (relatos)
- La tierra será un paraíso, Madrid: Ediciones Alfaguara, 1989 (relatos)
- El último día del mundo, 1992 (novela)
- Misterios de las noches y los días, Madrid: Alfaguara, 1992 (relatos breves)
- Flores de plomo, Madrid: Alfaguara, 1999 (novela histórica)
- Capital de la gloria, Madrid: Alfaguara, 2003 (relatos)
- Brillan monedas oxidadas, Barcelona: Galaxia Gutenberg, 2010 (relatos)
- La trilogía de la guerra civil, Barcelona: Galaxia Gutenberg, 2011 (incluye Largo noviembre de Madrid, La tierra será un paraíso, Capital de la gloria y dos relatos inéditos. Hubo edición crítica de los tres libros, Madrid: Cátedra, 2007)
- Fábulas irónicas, 2018 (relatos)

Ensayo
- Hungría y Rumania en el Danubio: las luchas históricas en Transilvania y Besarabia, Madrid, Editorial Pace [1944?]
- La historia y la política de Bulgaria: las reivindicaciones de Macedonia y Tracia, Madrid: Pace, 1945
- Anton Pavlovich Chéjov, Cuentos completos, Madrid: Aguilar, 1962 (prólogo)
- Mariano José de Larra, Artículos sociales: antología, Madrid: Taurus, 1963 (edición)
- Los imposibles afectos de Iván Turgueniev, 1977 (reed.: Las inciertas pasiones de Iván Turgueniev, Madrid: Alfaguara, 1999)
- El anillo de Pushkin. Lectura romántica de escritores y paisajes rusos, Barcelona: Bruguera, 1983
- Sofía, Barcelona: Destino, 1990 (libro de viajes)
- Desde los bosques nevados: memoria de escritores rusos, Barcelona: Galaxia Gutenberg, 2010 (incluye Los imposibles afectos de Iván Turgueniev y El anillo de Pushkin)
- Recuerdos de vida, Barcelona: Galaxia Gutenberg, 2019 (autobiografía)

### Traducciones
- Yordan Yovkov, El segador. Novela búlgara, Madrid: Ediciones y Publicaciones Españolas S. A., 1944 (con Todor Neikov)
- Antero de Quental, Poesías y prosas selectas, Madrid: Alfaguara, 1986 (solo la prosa)
- Iván Vázov, Bajo el yugo, Barcelona: José Janés, 1949; Sofía, 1961; La Habana, 1976; Barcelona: Bruguera, 1984 (con Todor Neikov)
- Urbano Tavares Rodrigues, Realismo, arte de vanguardia y nueva cultura, Madrid: Editorial Ciencia Nueva, 1967
- Peyo Yavorov, Viento de medianoche: antología poética, Madrid, Ayuso [1983?]
- Iván Turgueniev, Padres e hijos, Madrid: Espasa, 1990
- Mario Dionisio, Introducción a la pintura, Madrid: Alianza, 1972

## Premios y galardones
- 1983 - Premio Ópera Prima
- 1987 - Premio Nacional de Traducción, ex aequo, con José Antonio Llardent, por la versión en español de las obras de Antero de Quental[9]
- 1990 - Finalista del Premio de la Crítica y del Premio Nacional de Narrativa por  La tierra será un paraíso
- 2003 - Premio de la Crítica por Capital de la gloria
- 2003 - Premio Salambó por Capital de la gloria
- 2003 - Medalla de Oro del Círculo de Bellas Artes de Madrid
- 2016 - Premio Nacional de las Letras Españolas